# 小斗九
HD 62689，又名CP-77 321，SAO 256431、HR 3000，是一颗蝘蜓座的恒星，视星等为6.18，位于銀經289.62，銀緯-24.11，其B1900.0坐标为赤經7h 40m 6.1s，赤緯-77° -24.11′ 12″。